# Sillago argentifasciata
Sillago argentifasciata is een  straalvinnige vissensoort uit de familie van witte baarzen (Sillaginidae). De wetenschappelijke naam van de soort is voor het eerst geldig gepubliceerd in 1935 door Martin & Montalban.
De soort staat op de Rode Lijst van de IUCN als Onzeker, beoordelingsjaar 2009.